# Edmond de Rothschild (1926-1997)
Ne doit pas être confondu avec Edmond James de Rothschild (1845-1934)
Edmond Adolphe Maurice Jules Jacques de Rothschild ou baron Edmond de Rothschild, né le 30 septembre 1926 à Paris et mort le 2 novembre 1997 à Pregny-Chambésy, était un banquier franco-suisse, fondateur-président du Groupe Edmond de Rothschild. Il est le fils de Maurice (1881-1957) et de Noémie de Rothschild (1888-1968). Il est marié à Nadine Lhopitalier (née en 1932).
Edmond de Rothschild crée la Compagnie financière Edmond de Rothschild en 1953. Dans les années 1960, il développe ses activités en Suisse et au Luxembourg, et lance les fonds de fonds. Il relance la passion des Rothschild pour la course nautique en mettant à l'eau des bateaux d'exception. Il reprend le Château Clarke en 1973, ajoutant un nouveau domaine viticole dans l'histoire des Rothschild.

## Famille
Fils de Maurice de Rothschild et de Noémie Halphen, petit-fils d'Edmond de Rothschild (1845-1934), lui-même fils de James de Rothschild, fondateur de la branche française des Rothschild :
- Mayer Amschel Rothschild (1744-1812), banquier fondateur de la dynastie x 1770 : Gertrude Schnapper (1753-1849)
  - James de Rothschild (1792-1868), banquier fondateur de la branche dite « de Paris » x 1824 : Betty Salomon de Rothschild (1805-1886)
    - Edmond de Rothschild (1845-1934) x 1877 : Adelheid von Rothschild (1853-1935) (voir branche dite « de Naples »)
      - Maurice de Rothschild (1881-1957) x 1909 : Noémie Halphen (1888-1968)
        - Edmond Adolphe Maurice Jules Jacques de Rothschild (1926-1997) Banquier x (2) 1963 : Nadine Lhopitalier (1932-)

Edmond de Rothschild détient la plus grande fortune personnelle au sein de la famille Rothschild. Son père Maurice de Rothschild compte parmi les 80 parlementaires français s'étant opposés au maréchal Pétain en juillet 1940, ce qui mène à son exil en Suisse, pays où Edmond de Rothschild grandit et se lance dans les affaires.
Il se marie une première fois en 1958 avec Veselinka Vladova Gueorguieva puis divorce. Le 26 juin 1963, Edmond de Rothschild épouse à Paris l'actrice Nadine Lhopitalier, avec qui il a eu un enfant, Benjamin (1963-2021).

## Biographie

### Banquier

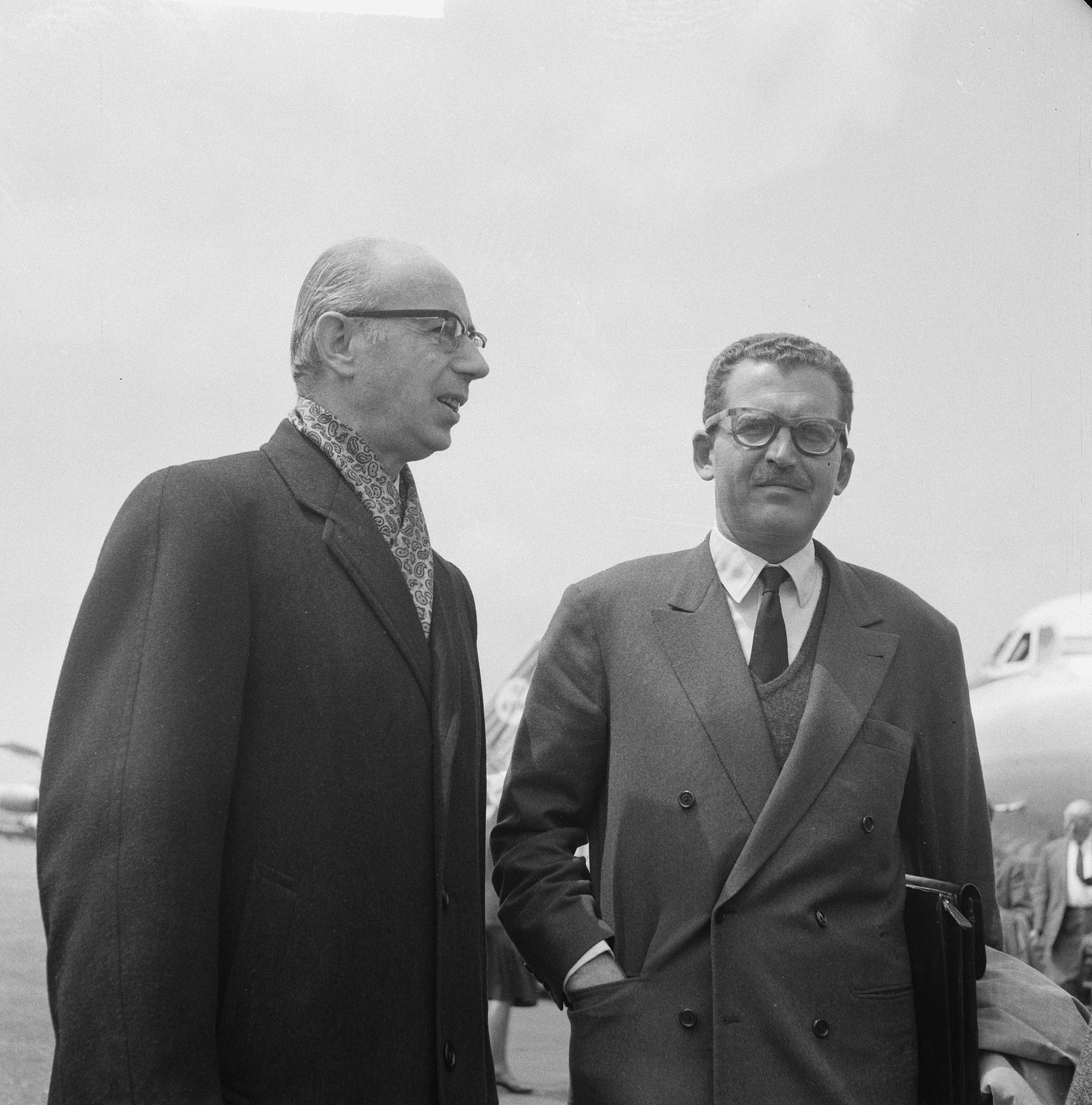
Edmond de Rothschild en 1961.

Edmond de Rothschild commence ses études supérieures à l'université de Genève, puis étudie le droit à Paris. Nanti d'une licence en droit, il rejoint la banque Rothschild et y travaille pendant 3 ans. En 1953, il fonde la Compagnie Financière (LCF) Edmond-de-Rothschild à Paris. En 1961, il reprend 34% du Club Med. En 1965, il lance la Banque privée Edmond de Rothschild (BPER, à ne pas confondre avec la banque italienne BPER Banca) à Genève, puis au Luxembourg en 1969, année de lancement du modèle d'investissement dans les fonds de fonds.

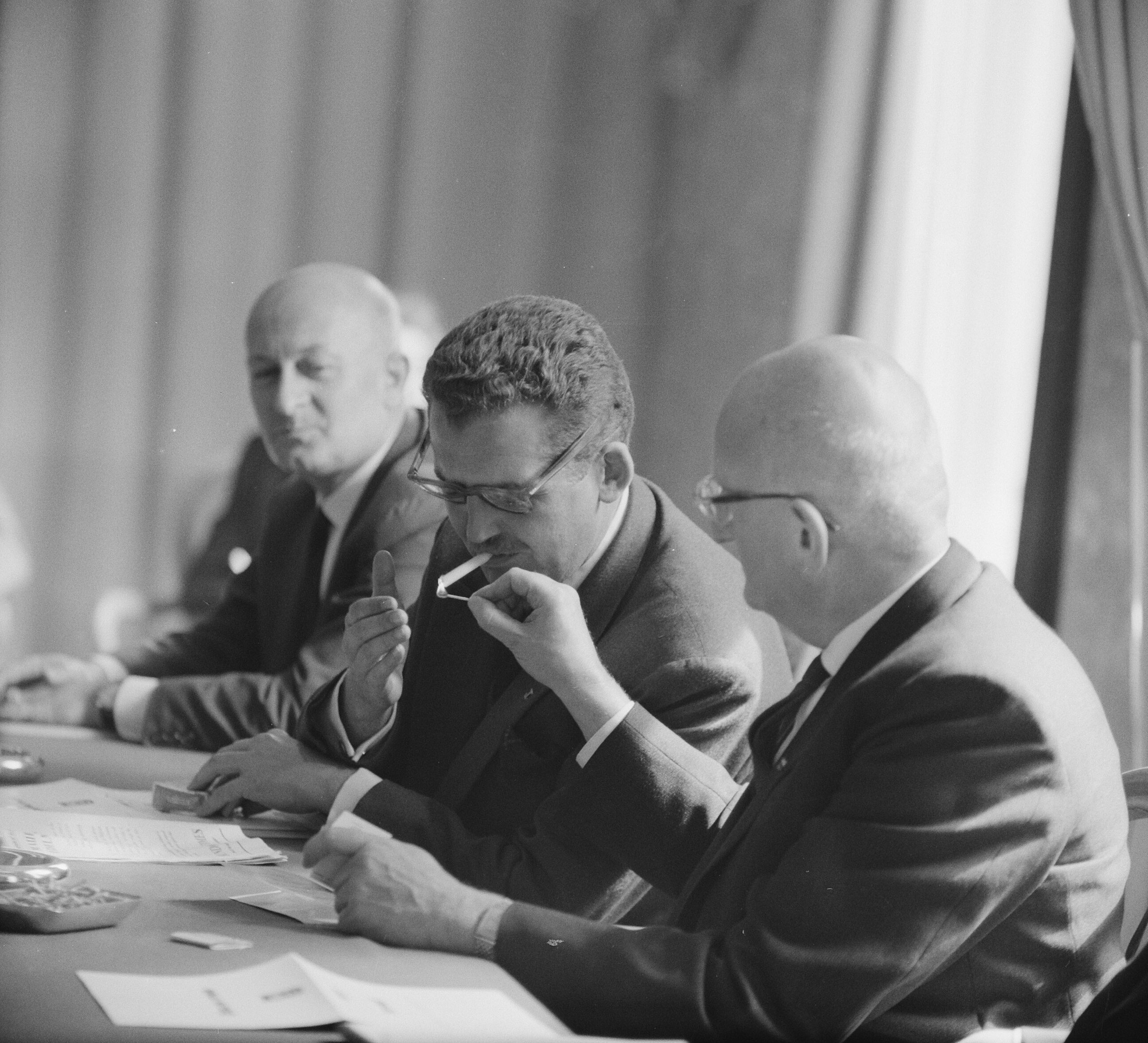
Edmond de Rothschild en 1961.

Après l'indépendance de l'État d'Israël, il met en place plusieurs fonds d'investissements financés par sa propre banque dans le pays, la Israel General Bank, fonds qui visent à dynamiser l'économie du pays. Il fonde également la Clali Bank qui participe à de nombreux projets d'envergure dans le pays, et qu'il revend en 1996. En 1968, le ministre des finances israélien Pinchas Sapir organise la "conférence de millionnaires" au cours de laquelle les leaders économiques mondiaux, dont Edmond de Rothschild, contribuent chacun à hauteur de 100 000 dollars pour la création du fonds d'investissement Israel Corporation. Dans les années 1980, il participe à la construction du bâtiment de la Cour Suprême de Jérusalem.
En 1973, il rachète aux États-Unis la Bank of California pour en faire la structure mère de ses investissements dans le pays. Il la revend en 1985,.
En 1976, il accepte le contrat proposé par Vincent Bolloré de reprendre avec lui les rênes de l'entreprise familiale bretonne. Il quitte cependant cette aventure en 1981. En 1982, il participe à hauteur de 10 % à la nouvelle structure de son cousin, Rothschild & Cie, une participation qu'il maintient jusqu'en 2018. Entre 1985 et 2001, pour se diversifier dans le marché des fleurs, il prend 45 % de Monceau Fleurs et finance son développement.
Il entre dans le Groupe Bilderberg à l'invitation du Prince Bernhard des Pays-Bas et fait partie de la Commission trilatérale.

### Vins, hôtellerie, ferme
En 1973, Edmond de Rothschild rachète le domaine viticole Château Clarke, alors à l'abandon. De 1974 à 1978, il le reconstitue entièrement, redonnant naissance à 54 hectares de surface viticole. En 1981, son domaine produit 400 000 bouteilles. Il est également propriétaire de SavourClub, le leader en France de la vente à distance de vin. En 1998, le Prix Baron Edmond de Rothschild du jeune sommelier, organisé avec l'Association des Sommeliers de Paris, est créé en son honneur,.
En 1960, LCF reprend le Chalet Eve dans les Alpes. Héritier du chalet du Mont d'Arbois lancé à Megève par sa mère Noémie de Rothschild en 1924, il l'agrandit en 1963, et y fait installer un cours de golf dessiné par Henry Cotton en 1964. En 1979, le chalet se transforme en hôtel commercial. Les Mégevans surnomment le baron « Edmond d'Arbois ».
Au début des années 1990, par nostalgie pour la saveur du brie de Meaux de son enfance, le baron Edmond de Rothschild lance dans la ferme des Trente Arpents, terres de la famille en région parisienne, une production artisanale de brie. L'originalité de la ferme tient dans la concentration de toutes les unités de production : productions fourragères, production laitière et transformation fromagère sur le site, uniquement avec le lait produit dans la ferme. La ferme des Trente Arpents devient l'unique producteur fermier des bries de Meaux et de Melun.

### Voile

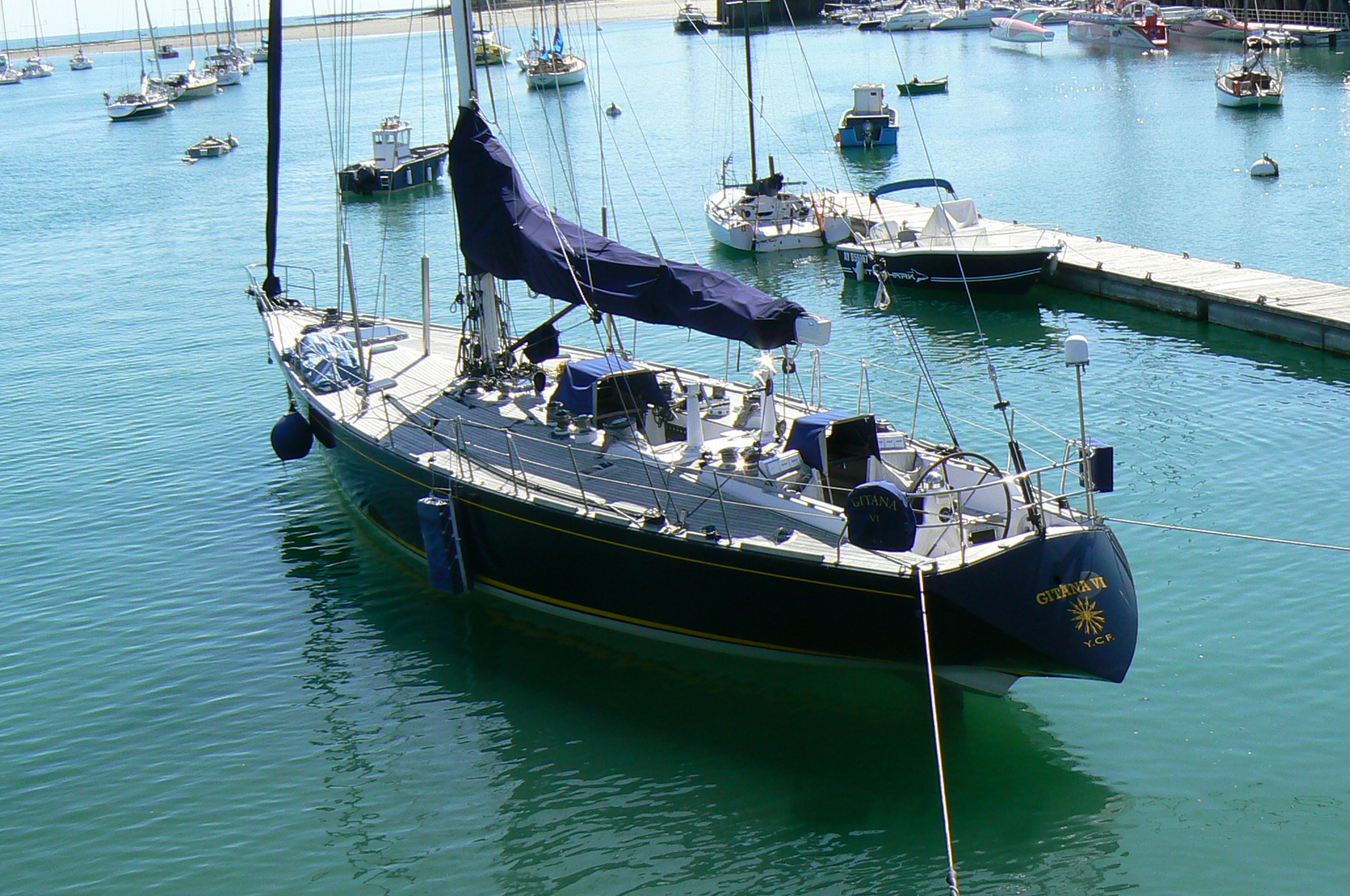
Monocoque Gitana VI.

Dans les années 1960, le baron Edmond de Rothschild ranime la passion familiale pour la course nautique avec la mise à l'eau du Gitana III qui abandonne le moteur pour la voile. Les modèles Gitana qui suivent sont développés par de grands cabinets d'architectes, et gagnent de nombreuses courses, dont le Fastnet Race de 1965 (Gitana IV).
En 1984, il fonde et préside la Classe A dite des « Maxi ». En 1986, à l'occasion de la Coupe du Monde de la série à Cannes, Edmond de Rothschild lance le Gitana Sixty (8 mètres jauge internationale) que son fils Benjamin porte à la victoire pour ensuite offrir le titre à son père. Benjamin prend la relève en 2000 en créant le Gitana Team.

### Philanthropie
Edmond de Rothschild fait don de meubles, tapisseries et tableaux au Château de Versailles. Ses dons d'œuvres d'arts décoratifs français du XVIIIe siècle au Musée d'Israël de Jérusalem constituent désormais la « salle Rothschild » de cette institution. Il lègue un important vase classique, Le Don de la Vigne, au Musée d'Art et d'Histoire de Genève en 1998,. En France, il soutient l'association d'aide à l'enfance Œuvre pour la protection des enfants juifs (OPEJ), fondée à l'origine pour venir en aide aux enfants de victimes des déportations sous le régime de Vichy. Il en devient le président en 1969, offrant à l'OPEJ le château de Maubuisson au nord de Paris (Val d'Oise). Sous sa direction, l'OPEJ s'est ouverte aux enfants sans distinction de confession ou d'origine familiale à partir de 1981. Nadine de Rothschild poursuit ce travail après la mort de son mari. L'institution est continuellement présidée par des membres de sa famille depuis.
À la fin de la Seconde Guerre mondiale, la famille fait don de ses terres au nouvel État israélien, à l'exception de la ville Césarée que le baron Edmond de Rothschild fait propriété de la Fondation Rothschild de Césarée codétenue par l'État à la fin des années 1950.
À partir de la mort de son père en 1957, il siège jusqu'à sa mort en 1997 au Conseil d'administration de l'Institut de biologie physico-chimique (IBPC), créé par son grand-père et Jean Perrin en 1927, et qui dépendait de la Fondation Edmond de Rothschild pour le Développement de la Recherche scientifique jusqu’à sa dissolution en septembre 2024 suivant la volonté d’Ariane Langner, veuve du baron Benjamin, fils unique de Rothschild. 

## Décès
Dans les dernières années de sa vie, Edmond de Rothschild rencontre des problèmes cardio-vasculaires. Il meurt le 2 novembre 1997 à l'âge de 71 ans des suites de complications respiratoires. Il est enterré au Château Clarke. Son fils Benjamin lui succède aux rênes de la Compagnie Financière Edmond de Rothschild,,.

## Autres mandats
- Membre du comité de direction du groupe Bilderberg
- Président de la Fondation ophtalmologique Adolphe de Rothschild[2]
- Vice-président des Villages de santé en altitude[2]
- Président de la Fondation pour le développement de l'instruction et de l'éducation physique pour la jeunesse française de Genève[2]
- Trésorier de l'Institut de biologie physico-chimique[2]

## Distinctions
- 1990 : Officier des Arts et des Lettres[4]
- 1994 : Officier de la Légion d'Honneur[4]